# Pierre-Fichée (Vieux-Viel)
La Pierre-Fichée est un menhir situé à Vieux-Viel dans le département français d'Ille-et-Vilaine.

## Description
Ce menhir en granite local est de forme pyramidale quadrangulaire oblique. Il mesure 1,70 m de haut et 1,20 m de large pour une épaisseur maximale de 0,76 m. Il serait enfoncé dans le sol de plus de 1,50 m.
Les faces principales sont orientées à l'est et à l'ouest.

## Folklore
La pierre aurait été perdue par le diable qui l'emportait vers le Mont Saint-Michel.